# Anja Scherl
Anja Scherl (geb. Schneider; * 12. April 1986 in Amberg) ist eine deutsche Mittel- und Langstreckenläuferin.

## Leben
Anja Scherl wurde 2007 durch ihren damaligen Freund und späteren Ehemann, früher ebenfalls Marathonläufer, für die Sportart Laufen gewonnen; bereits vorher joggte sie gelegentlich und spielte Volleyball. Ursprünglich wollte sie gleich bei Marathons starten, ihr damaliger Trainer bei der DJK Weiden schickte sie aber zunächst auf die Mittelstrecken.
Nach einem Jahr bei der LAC Quelle Fürth wechselte sie 2012 zum PSV Grün-Weiß Kassel, mit dem sie in der Mannschaft die ersten Medaillen bei Deutschen Meisterschaften gewann. Nach dem Gewinn der Süddeutschen Meisterschaften 2012 über 5000 Metert und einem überraschenden vierten Platz bei den Deutschen Meisterschaften 2012 über 10 km gab sie 2014 ihr Marathon-Debüt beim Hamburg-Marathon mit einer Zeit von 2:48:08 h. In Husum wurde sie 2015 Deutsche Vizemeisterin im Halbmarathon, ebenso 2017 in Hannover.
2016 wurde Scherl der breiten Öffentlichkeit durch ihren dritten Platz beim Hamburg-Marathon und eine Zeit von 2:27:50 h, die gleichzeitig die Qualifikation für die Olympischen Spiele 2016 in Rio de Janeiro bedeutete, bekannt. Dort errang sie als beste Deutsche den 44. Platz. In Fachkreisen wird Scherl aufgrund ihres Vollzeitjobs als Softwareentwicklerin die „schnellste Freizeitläuferin Deutschlands“ genannt. Sie selbst bezeichnet den Laufsport neben ihrer Arbeit als Hobby. Sie wurde 2018 vom DLV für die Leichtathletik-Europameisterschaften 2018 nominiert. Dort trat sie aber letztlich nicht an.

## Persönliche Bestzeiten
- 800 m: 2:10,52 min, 8. Juli 2011, Neustadt an der Waldnaab
- 1500 m: 4:27,03 min, 24. Juli 2011, Kassel
- 3000 m: 9:37,76 min, 26. Februar 2011, Leipzig
- 5000 m: 16:39,62 min, 25. Juli 2015, Nürnberg
- 10-km-Straßenlauf: 33:06 min, 15. September 2019, Siegburg
- Halbmarathon: 1:11:10 h, 9. April 2017, Hannover
- Marathon: 2:27:50 h, 17. April 2016, Hamburg

## Persönliche Erfolge
| Datum/Jahr    | Rang | Wettbewerb                                 | Austragungsort | Zeit    | Bemerkung                                                  |
| ------------- | ---- | ------------------------------------------ | -------------- | ------- | ---------------------------------------------------------- |
| 23. Mai 2021  | 5    | S7-Marathon                                | Steiermark     | 2:32:25 | Marathon auf neugebautem Autobahnabschnitt; Beste Deutsche |
| 26. Sep. 2020 | 7    | Berlin 10k Invitational                    | Berlin         | 0:33:12 | 10 km Einladungslauf                                       |
| 23. Feb. 2020 | 9    | Sevilla-Marathon                           | Sevilla        | 2:28:25 | Marathon; Qualifikation für die Olympischen Spiele 2020    |
| 15. Sep. 2019 | 3    | Deutsche Meisterschaften 10-km-Straßenlauf | Siegburg       | 0:33:06 | 13. Siegburger Hit Citylauf; 10 km                         |
| 9. Juni 2019  | 10   | Oelder Citylauf                            | Oelde          | 0:34:35 | 22. Internationaler Oelder Sparkassen-Citylauf; 10 km      |
| 18. Mai 2019  | 2    | Frauenlauf Berlin                          | Berlin         | 0:34:26 | AVON Frauenlauf Berlin; 10 km                              |
| 28. Apr. 2019 | 1    | Düsseldorf-Marathon                        | Düsseldorf     | 2:32:56 | 17. Metro Marathon Düsseldorf; 1. Platz Marathon-DM 2019   |
| 7. Apr. 2019  | 8    | Hannover-Marathon                          | Hannover       | 2:32:31 | Marathon; 29. HAJ Hannover Marathon                        |
| 10. Feb. 2019 | 13   | Mitja Marató de Barcelona                  | Barcelona      | 1:12:43 | Halbmarathon                                               |
| 2. Dez. 2018  | 1    | Nikolauslauf Regensburg                    | Regensburg     | 0:34:22 | 10 km; Intersport-Tahedl-Nikolauslauf                      |
| 24. März 2018 | 75   | Halbmarathon-Weltmeisterschaften 2018      | Valencia       | 1:16:13 | Halbmarathon                                               |
| 28. Jan. 2018 | 4    | Osaka Women’s Marathon                     | Osaka          | 2:29:29 | Marathon; Leistungsnachweis EM-Nominierung erfüllt         |
| 19. Nov. 2017 | 5    | Valencia-Marathon                          | Valencia       | 2:28:54 | Marathon; Qualifikation für die Marathon-EM 2018           |
| 23. Sep. 2017 | 1    | Kemmerner Kuckuckslauf                     | Kemmern        | 0:34:30 | 10 km; 9. Kemmerner Kuckuckslauf                           |
| 9. Apr. 2017  | 2    | Hannover-Marathon                          | Hannover       | 1:11:10 | Deutsche Meisterschaften Halbmarathon 2017                 |
| 5. Feb. 2017  | 1    | Thermen-Marathon                           | Bad Füssing    | 0:33:17 | 10 km; 24. Johannesbad Thermen-Marathon                    |
| 14. Aug. 2016 | 44   | Olympische Sommerspiele 2016               | Rio de Janeiro | 2:37:23 | Marathon; beste Deutsche                                   |
| 10. Juli 2016 | 17   | Leichtathletik-Europameisterschaften 2016  | Amsterdam      | 1:13:03 | Halbmarathon-EM 2016; beste Deutsche                       |
| 17. Apr. 2016 | 3    | Hamburg-Marathon                           | Hamburg        | 2:27:50 | Marathon; Qualifikation für die Olympischen Spiele 2016    |
| 14. Feb. 2016 | 4    | Mitja Marató de Barcelona                  | Barcelona      | 1:11:17 | Halbmarathon; beste Deutsche                               |
| 4. Okt. 2015  | 2    | Köln-Marathon                              | Köln           | 1:13:40 | Halbmarathon; Qualifikation für die Halbmarathon-EM 2016   |
| 26. Apr. 2015 | 9    | Hamburg-Marathon                           | Hamburg        | 2:36:31 | Marathon                                                   |
| 4. Mai 2014   | 16   | Hamburg-Marathon                           | Hamburg        | 2:48:08 | Marathon-Debüt                                             |